# Acacia lumholtzii
Acacia lumholtzii é uma espécie de leguminosa do gênero Acacia, pertencente à família Fabaceae.